# خایمه مورون
خایمه مورون (اسپانیایی: Jaime Morón‎; ۱۶ نوامبر ۱۹۵۰ – ۲ دسامبر ۲۰۰۵) بازیکن فوتبال اهل کلمبیا بود.
از باشگاه‌هایی که در آن بازی کرده‌است می‌توان به باشگاه فوتبال اتلتیکو ناسیونال و باشگاه فوتبال میلوناریوس اشاره کرد.